# Scoring fraudowy
Scoring fraudowy (z ang. punktowanie oszustów) – proces przypisywania potencjalnym klientom (scoring aplikacyjny) lub istniejącym klientom (scoring behawioralny) prawdopodobieństwa popełnienia nadużycia lub fałszerstwa lub celowego złamania umowy.
Scoring jest tworzony za pomocą metod statystycznej analizy danych, zwykle przy pomocy regresji logistycznej lub metody drzew dyskryminacyjnych. Opiera się on na dotychczas zebranych danych o kliencie, takich jak informacje w formularzu aplikacyjnym czy historia dotychczasowych płatności.
Obecnie scoring jest wykonywany przez komputery, a rolą handlowca czy urzędnika bankowego jest tylko wprowadzenie odpowiednich danych w systemie. W przeszłości do przeprowadzenia scoringu były wykorzystywane tzw. karty scoringowe, na których handlowiec wpisywał wartości odpowiednich zmiennych, a następnie na kalkulatorze wyliczał wynik.
Klientom o wysokiej wartości prawdopodobieństwa popełnienia nadużycia zwykle odmawia się usługi lub wymaga się od nich zapłacenia kaucji.